# 马里耶拉·穆拉罗尼
马里耶拉·穆拉罗尼（Mariella Mularoni，1962年10月15日—），圣马力诺政治人物，自2019年10月1日起与卢卡·博斯基同任圣马力诺执政官半年。

## 生平
穆拉罗尼是一名英语教师，是两个女儿的母亲。她于1994年加入圣马力诺天主教民主党，自2013年起连续两次担任大议会议员。